# 保罗·莫朗

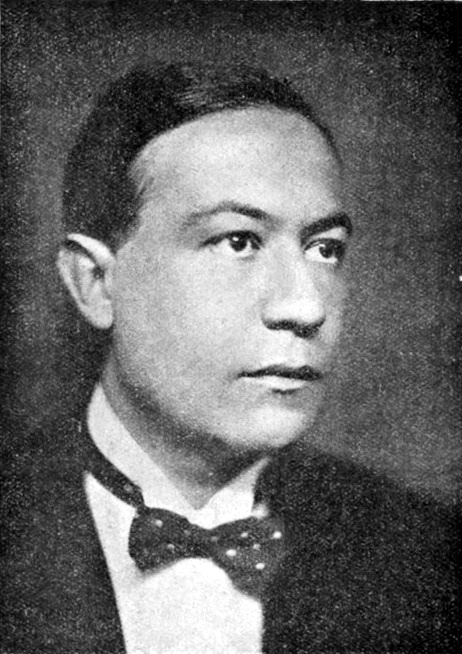
保罗·莫朗

保罗·莫朗（Paul Morand，1888年3月13日—1976年7月24日）, 法国著名作家，法蘭西學術院院士，外交官，被誉为现代文体开创者之一。跟法兰西学院文学大奖并列的保罗·莫朗文学奖是以他的名字命名的，这大大地增加了他的知名度。
因其父在艺术界工作，曾任国立装饰艺术高等学院院长，所以他从小就跟文学结缘，认识了诗人马拉美，雕塑家罗丹，尤其是大文豪普鲁斯特。1921年发表第一部小说集《柔情的库存》(Tendres Stocks)，由普鲁斯特撰写序言。
在二十世纪二、三十年代，发表了大量作品，其文笔简洁凝练，成语信手拈来，叙事生动活泼，场景描写细腻逼真，其人物多是见多识广、富有情趣的上层绅士。
莫朗毕业于私立政治学院，成功考取外交官资格。第二次世界大战时期，他亲近维希政府，1943年出任法国驻罗马尼亚大使，他的夫人爱莱娜·苏邹（Hélène Soutzo）是罗马尼亚公主，极其富有。此后又转为驻瑞士大使。大战结束后曾短期流亡瑞士。
1958年在竞争进入法兰西学院时落选，十年后，于1968年9月24日终于被选为终身院士。